# Lázaro Cárdenas (Jalisco)
Lázaro Cárdenas es una localidad del estado mexicano de Jalisco. Es parte del municipio de Cuquío.

## Toponimia
El nombre de la población rinde homenaje a Lázaro Cárdenas, presidente de México de 1934 a 1940.

## Demografía
| Gráfica de evolución demográfica |
|                                  |

| Censo | Población |
| ----- | --------- |
| 1990  | 436       |
| 2000  | 809       |
| 2010  | 1 373     |
| 2020  | 1 342     |